# Enicospilus devriesi
Enicospilus devriesi là một loài tò vò trong họ Ichneumonidae.